# مارتينسيكورو
مارتينسيكورو (بالإيطالية: Martinsicuro)‏ هي مدينة وبلدية في مقاطعة تيرامو في أبروتسو في جنوب إيطاليا. تقع على يمين مصب نهر ترونتو.

## السكان
في سنة 1861 بلغ عدد السكان 1٬336 نسمة، وتطور العدد ليصل في سنة 2011 لـ 15٬484 نسمة.
يظهر هذا المخطط البياني تطور النمو السكاني لـ مارتينسيكورو

## توأمة
لمارتينسيكورو اتفاقيات توأمة مع كل من:
- بويرتو دي لا كروث
- Makó [الإنجليزية]‏